# Николай Стоянов
Николай Андрєєв Стоянов (болг. Николай Андреев Стоянов; 1883–1968) — болгарський ботанік, академік Болгарської академії наук.

## Біографія
Народився 21 листопада 1883 року в Гродно. З 1903 року навчався в Київському політехнічному інституті, в 1906 році інтернований за революційну діяльність, в 1909 році втік до Болгарії. У 1911 році Стоянов закінчив Софійський університет.
З 1913 року Стоянов викладав в Софійському університеті, з 1923 року був професором прикладної ботаніки, в 1936 році став професором систематичної ботаніки та географії рослин, а також завідувачем кафедри. З 1947 року Николай Андрєєв Стоянов очолював Ботанічні сад і інститут Болгарської академії наук (БАН) в Софії. У 1956—1959 роках він був головним вченим секретарем БАН.
Стоянов займався вивченням систематики та морфології рослин, а також питань акліматизації рослин, геоботаніки і історії рослинного покриву. Разом з Борисом Стефановим він був автором чотирьох видань «Флори Болгарії».
Помер Николай Стоянов в Софії 9 жовтня 1968 року .

## Епоніми
- Alkanna stojanovii
- Crepis stojanovii
- Ranunculus stojanovii
- Thymus stojanovii
- Viola stojanowii

## Нагороди і премії
- 1950 — Димитрівська премія НРБ .
- Орден Георгія Димитрова.